# لويجي كاني
لويجي كاني (بالإيطالية: Luigi Cagni)‏ (مواليد 14 يونيو 1950 في بريشيا) هو لاعب كرة قدم إيطالي سابق، لعب كمدافع. وقد خدم مؤخرًا مدربًا لفريق بريشيا في دوري الدرجة الثانية في الأسابيع الأخيرة من موسم 2016-17 من دوري الدرجة الثانية.